# Батожник (служитель)
Батожник — некий служитель низшего состава придворных чинов.

## Происхождение
Термин из лексики царя Ивана Грозного.
Термин появляется в речи царя Ивана Грозного относительно Алексея Адашева. Царь вспоминает, что Адашев при дворе оказался «от гноища», из «батожников», то есть, как считал С. Б. Веселовский, из числа тех беспоместных детишек боярских, которые снискивали пропитание службой в приказных приставах-недельщиках, которые с батогами в руках «доправляли», взыскивали деньги с лиц, поставленных на правёж.

## Обязанности
В обязанности батожника, по некоторым словарным определениям, входило расчищать дорогу во время передвижения по городу высшего должностного лица. По степени приближенности к высшей знати батожник, несомненно, занимал довольно высокое положение, однако по своему положению при дворе боярина или царя он был только одним из низших служителей.

## Аналоги
М. Н. Тихомиров сравнивал служение батожника с другим служителем — рындой, который стоял у трона с топориками, украшенными золотом и серебром. Он ссылается на Котошихина, который говорил, что за ослушание рынд били «перед царским окном при всех людях батогами». Рындой называл Адашева также и С. В. Бахрушин. Однако у рынды есть точное толкование в словаре древнерусского языка: оруженосец.
И. Я. Фроянов считает, что название батожник указывает на предмет службы — батог, что отличает этот чин от рынд, которые действительно находились в торжественном облачении с топорами непосредственно при государе. В этом своем качестве рында являлся более значимой придворной фигурой, нежели батожник, разгонявший встречных на пути государя. Так же думал и С. Ф. Платонов: «Батожник — служитель с батогом (палкой), идущий впереди Царского или боярского поезда и расчищающий путь…».
С. О. Шмидт считал, что батожничество при знатном лице как-то связано с другой формой этого служения: исправлением должностных обязанностей помощников «недельщиков» на правеже, которые также назывались батожниками.

## В литературе
Стихотворная иллюстрация службы батожника представлена в одиннадцатой строфе поэмы А. К. Толстого «Поток — Богатырь»:

Вдруг гремят тулумбасы; идет караул,

Гонит палками встречных с дороги;

Едет Царь на коне, в зипуне из парчи,

А кругом с топорами идут палачи…
— А. К. Толстой. Поток — Богатырь